# Aidan Cassar
Aidan Cassar (Żejtun, 17 de diciembre de 1999), conocido simplemente como Aidan, es un cantautor maltés.

## Carrera profesional
En 2018, compitió en el Malta Eurovision Song Contest, la preselección maltesa para representar a dicho país en Eurovisión, con "Dai Laga", quedando en cuarta posición. Posteriormente, participó en X Factor Malta, aunque no pasó de la fase de Judges' Houses.
En 2019, representó a Malta en el OGAE Song Contest 2019 con la canción "The Feeling". Además, participó con esta canción en el concurso Mużika Mużika en 2021. Fue la primera vez que compuso e interpretó una canción en maltés. El videoclip ganó el premio al vídeo musical del año en los Lovin Malta Social Media Awards en 2021.
Por otro lado, su sencillo "Naħseb Fik" ha sido comparado con "Tick Tock" de Clean Bandit y Mabel y se dice que tiene una progresión de cuerdas similar. Aidan respondió a esto diciendo: “Mi pasión en realidad es mantenerme al día con lo que está o no está en la escena pop-comercial; lo que está de moda en este momento. Me encanta crear, escucho cientos de temas continuamente solo para inspirarme”. Asimismo, negó que el ritmo y la melodía fueran plagiados.
Por su parte, participó de nuevo en el Malta Eurovision Song Contest en 2022 con la canción "Ritmu", quedando en segundo lugar, por detrás de Emma Muscat. La canción llegó a lo más alto de las listas de reproducción de radio maltesa durante tres semanas y se presentó en varias fiestas previas a Eurovisión, como la de Londres o la de Madrid. Del mismo modo, fue el portavoz de los resultados del jurado de Malta en el Festival de la Canción de Eurovisión 2022.